# Euphoresia aschantica
Euphoresia aschantica är en skalbaggsart som beskrevs av Brenske 1901. Euphoresia aschantica ingår i släktet Euphoresia och familjen Melolonthidae. Inga underarter finns listade i Catalogue of Life.